# Cassi Thomson
Cassi Nicole Thomson (* 14. August 1993 in Queensland, Australien) ist eine australische Schauspielerin, Sängerin und Songwriterin.

## Leben
Sie wurde in Queensland, Australien geboren und lebt zurzeit in Los Angeles. Cassi hatte zunächst kleinere Rollen in mehreren erfolgreichen TV-Serien wie Dr. House, Emergency Room – Die Notaufnahme und Without a Trace – Spurlos verschwunden. 2008 war sie als Nebendarstellerin im Kinofilm Cop Dog und im TV in Our First Christmas zu sehen. 2009 bis 2011 trat sie in der dritten Staffel der HBO-Show Big Love auf.
Ihr erstes Musikvideo zur Single Caught up in you wurde 2008 veröffentlicht, ein Album ist in Produktion.

## Filmografie
- 2006: Without a Trace – Spurlos verschwunden (Without a Trace, Fernsehserie, eine Folge)
- 2006: Dr. House (House, Fernsehserie, eine Folge)
- 2006: Emergency Room – Die Notaufnahme (ER, Fernsehserie, eine Folge)
- 2008: Marlowe
- 2008: Our First Christmas (Fernsehfilm)
- 2009: Hawthorne (HawthoRNe, Fernsehserie, eine Folge)
- 2009–2011: Big Love (Fernsehserie, 20 Folgen)
- 2010: CSI: Den Tätern auf der Spur (CSI: Crime Scene Investigation, Fernsehserie, eine Folge)
- 2011: Margene's Blog (Fernsehserie, eine Folge)
- 2011: CSI: Miami (Fernsehserie, eine Folge)
- 2011: Rock the House (Fernsehfilm)
- 2012: Teenage Bank Heist (Fernsehfilm)
- 2012–2014: Switched at Birth (Fernsehserie, 19 Folgen)
- 2013: Grave Halloween (Fernsehfilm)
- 2014: 1000 to 1: The Cory Weissman Story
- 2014: Left Behind
- 2016: Sunday Horse – Ein Bund fürs Leben (A Sunday Horse)
- 2018: Gloria – Das Leben wartet nicht (Gloria Bell)
- 2019: Navy CIS – Angie